# Ygeltjärn (naturreservat)
Ygeltjärn är ett naturreservat i Ragunda kommun i Jämtlands län.
Området är naturskyddat sedan 2014 och är 22 hektar stort. Reservatet består av barrblandskog kring Ygeltjärn.